# Kropywnyzkyj
Kropywnyzkyj (ukrainisch Кропивницький; bis 1924 Jelisawetgrad, deutsch auch Elisabethgrad, Елизаветград, 1924–1934 Sinowjewsk, 1934–1939 Kirowo, 1940–2016 Kirowograd) ist eine Industriestadt mit etwa 230.000 Einwohnern (2018) in der Ukraine und Hauptstadt der Oblast Kirowohrad.
Die Stadt liegt im Dneprhochland am Ufer des Flusses Inhul, einem 354 km langen, linken Nebenfluss des Südlichen Bugs und wird vom gleichnamigen Rajon Kropywnyzkyj umgeben, dessen Verwaltungssitz sie ist.
Kropywnyzkyj ist in die beiden Stadtrajone Rajon Fortezja (bis 2016 Rajon Kirow) und Rajon Podil (bis 2016 Rajon Lenin) und die Siedlung städtischen Typs Nowe gegliedert.

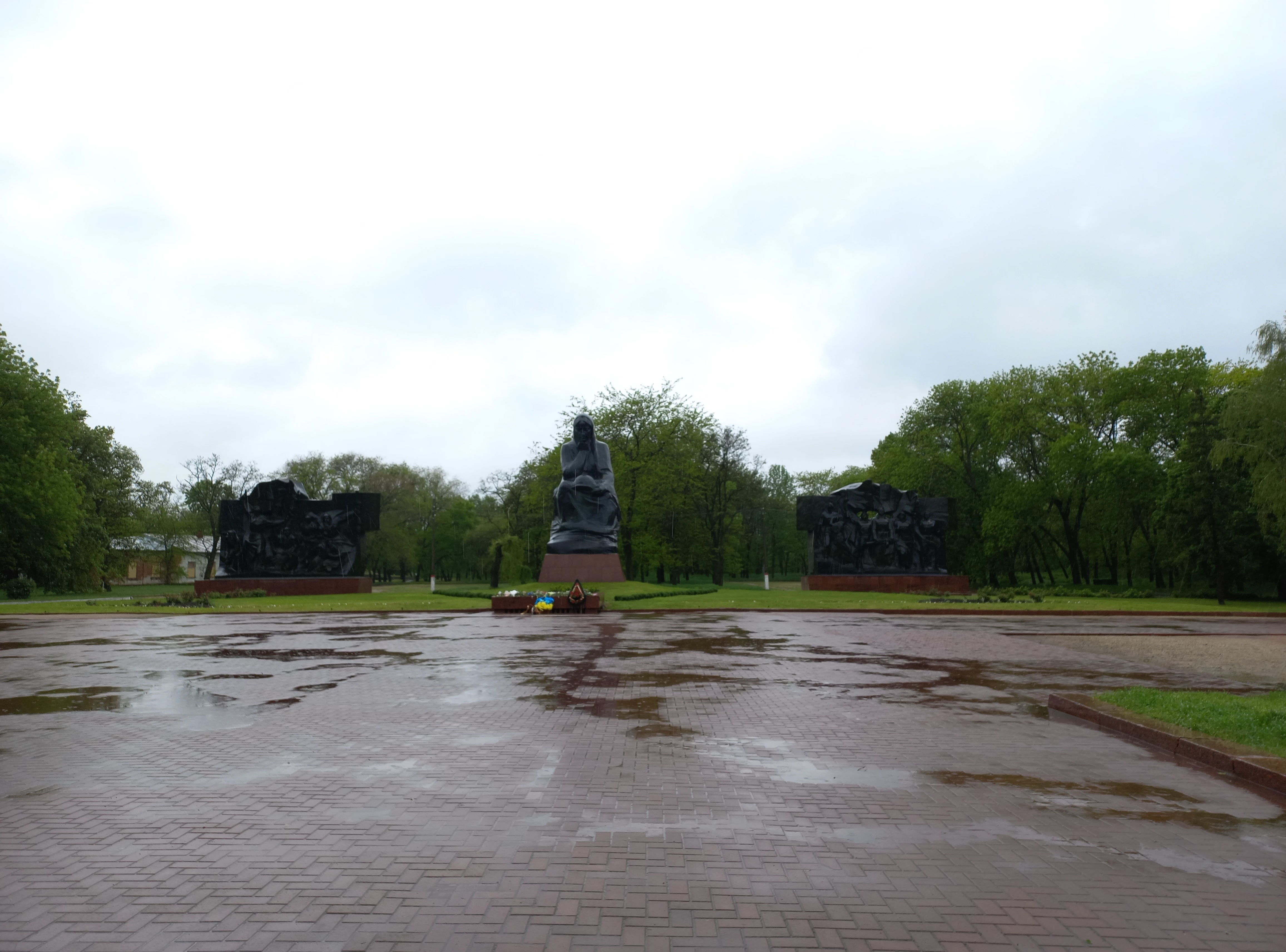
Statuen im Hauptsymbol der Stadt – der Festung der Heiligen Elisabeth

## Geschichte
Vor der Gründung der Stadt gab es auf ihrem Territorium Siedlungen ukrainischer Kosaken, die später zu Stadtbezirken wurden. Die Stadt wurde 1754 zusammen mit der neu angelegten Festung der Heiligen Elisabeth am Oberlauf des Inhul gegründet und nach der Heiligen Elisabeth Jelisawetgrad (Елизаветград) benannt.

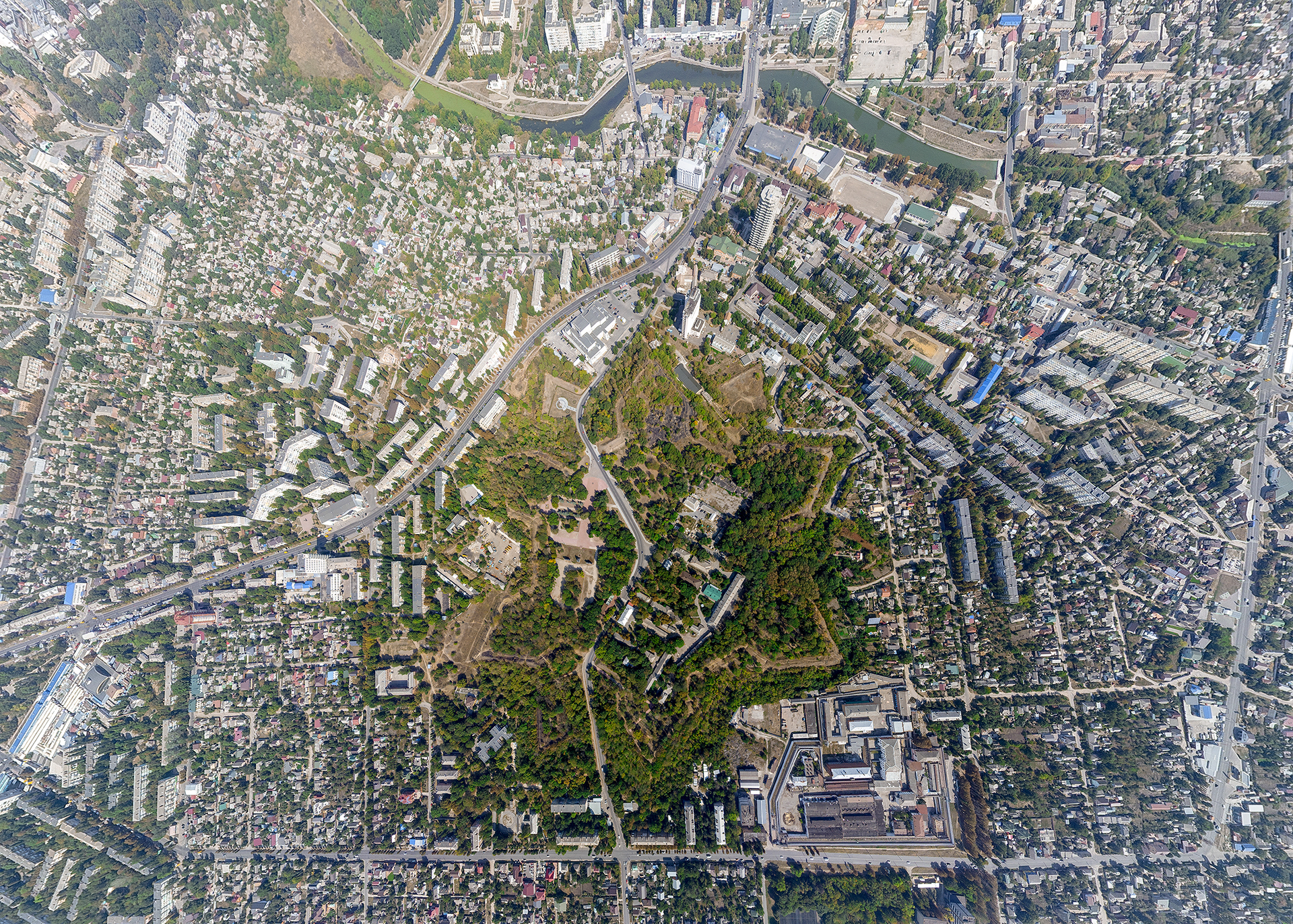
Luftaufnahme der ehemaligen Festung

Nach dem Zusammenbruch des Russischen Reiches begannen kriegerische Auseinandersetzungen (1917–1921) und die Stadt kam unter die Kontrolle der Ukrainischen Volksrepublik. 1918–1920 hieß die Stadt Jelysawet. 1920 eroberten die sowjetischen Truppen schließlich im dritten Versuch die Stadt.

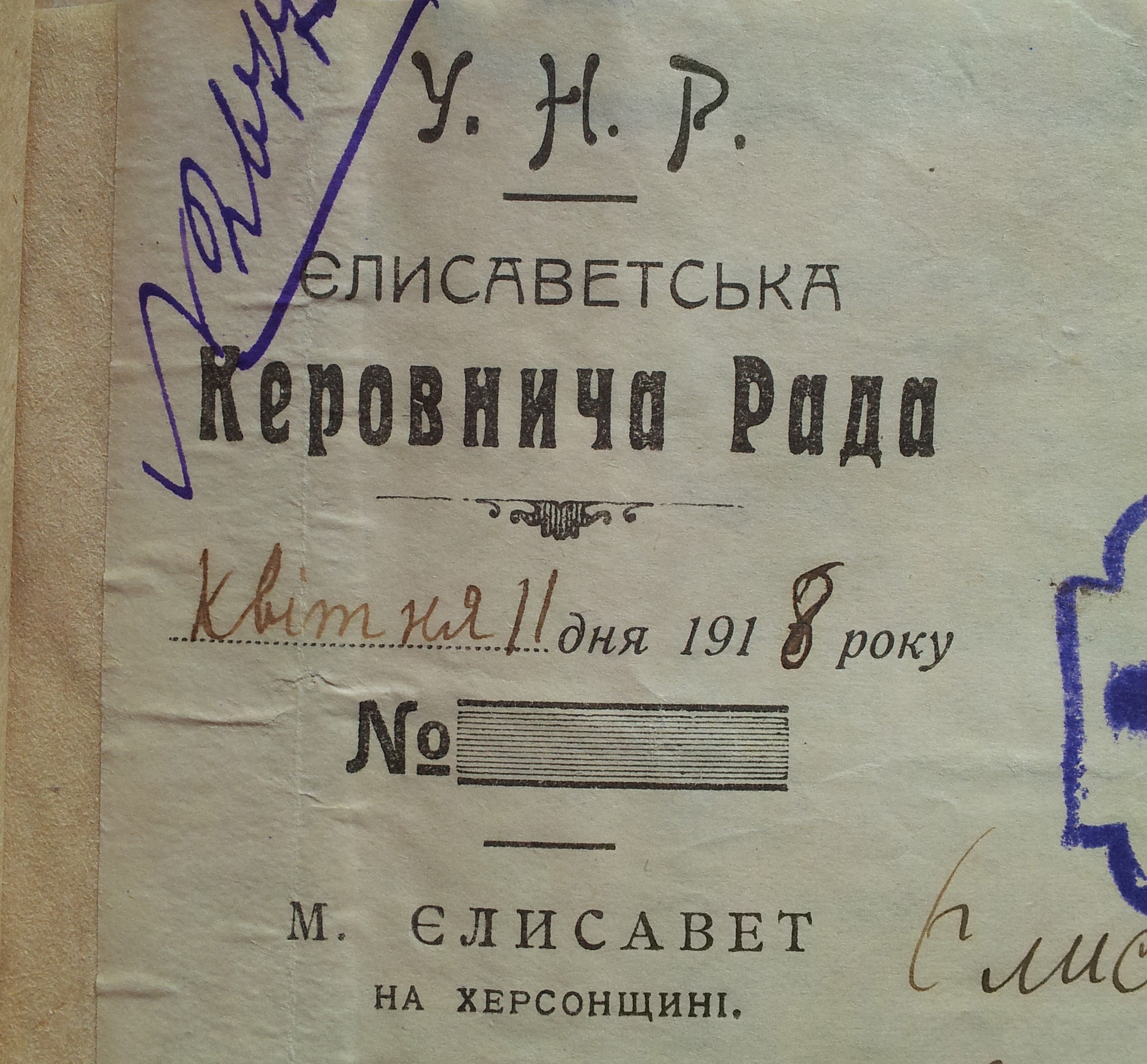
Siegel der Ukrainischen Volksrepublik

Seit 1924 erhielt die Stadt den Namen „Sinowjewsk“ zu Ehren des hier geborenen Politikers Grigori Sinowjew, und nach seiner Entmachtung im Jahr 1934 erhielt die Stadt den Namen Kirowo zu Ehren des Staats- und Parteiführers Sergei Mironowitsch Kirow. 1939 wurde sie in „Kirowograd“ umbenannt.
Während des Holodomors und der Repressionen starben 2.238 Zivilisten.

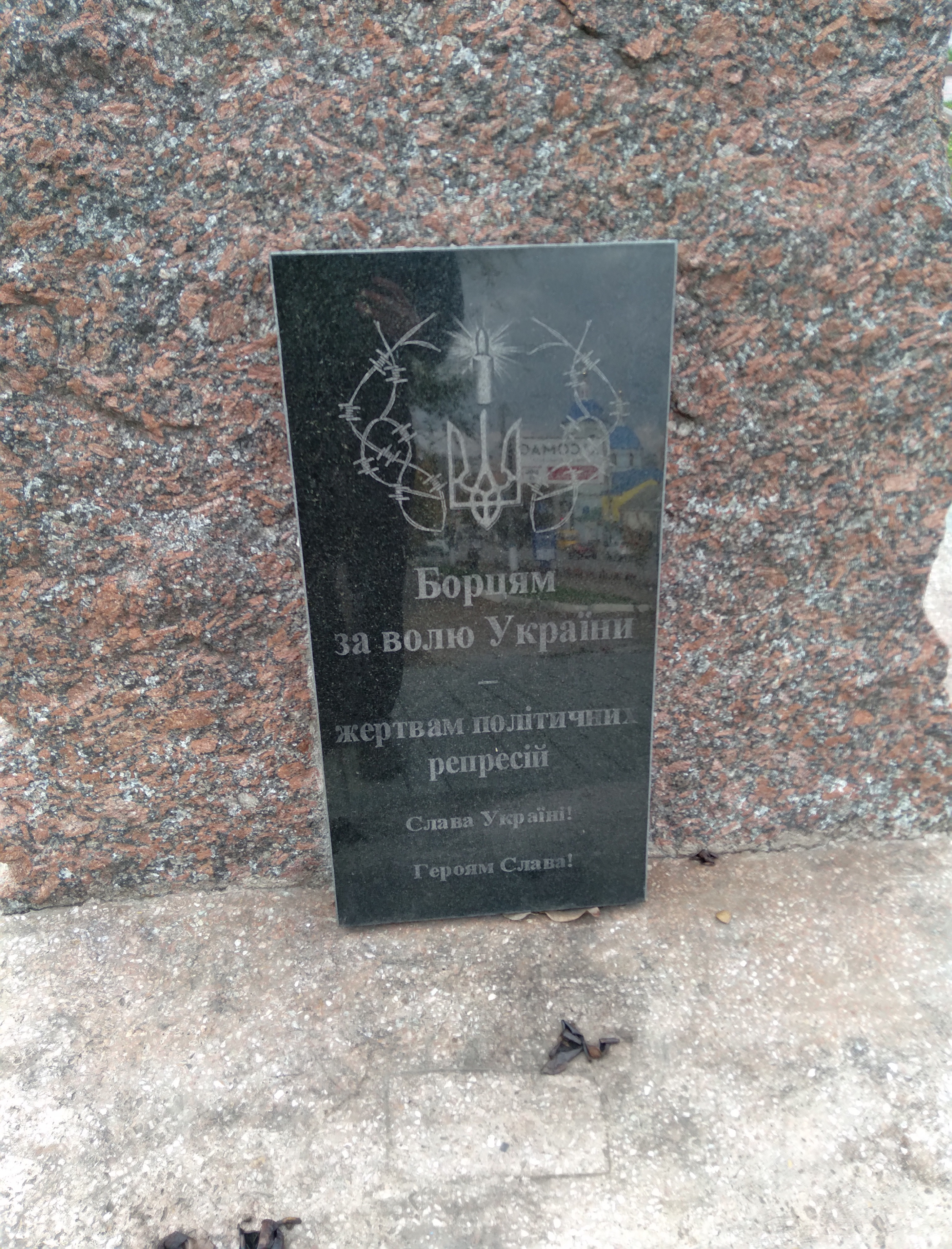
Ein Denkmal für die Opfer politischer Repressionen

In den Jahren 1941–1944 wurde die Stadt von der deutschen Wehrmacht besetzt und am 8. Januar 1944 im Zuge der Kirowograd-Operation befreit. Während der Besatzung starben mehr als 50.000 Zivilisten.
Nach Beginn der russischen Invasion im Donbass 2014 wurde in der Ukraine eine Politik der Entkommunisierung eingeführt, in deren Rahmen die Stadt 2016 zu Ehren von Marko Kropywnyzkyj umbenannt wurde.

## Infrastruktur
Die Stadt verfügt über gute Verbindungswege und breite Straßen, die sich mittlerweile in einem passablen Zustand befinden. Die Nebenstraßen sind oft in einem sehr schlechten Zustand.
Sowohl für Benzin als auch für Autogas (LPG) ist ein flächendeckendes Netz vorhanden.
Seit 2001 hat die Zahl der Supermärkte deutlich zugenommen. Inzwischen gibt es an jeder Ecke einen ATB-Supermarkt und viele kleinere Geschäfte und in jedem Stadtteil größere Einkaufsmärkte verschiedener Ketten, in denen sich fast alles kaufen lässt. Außerdem hat die Stadt diverse Märkte (Rinok) mit kleinen Ständen, in denen sich einige Waren noch günstiger einkaufen lassen.

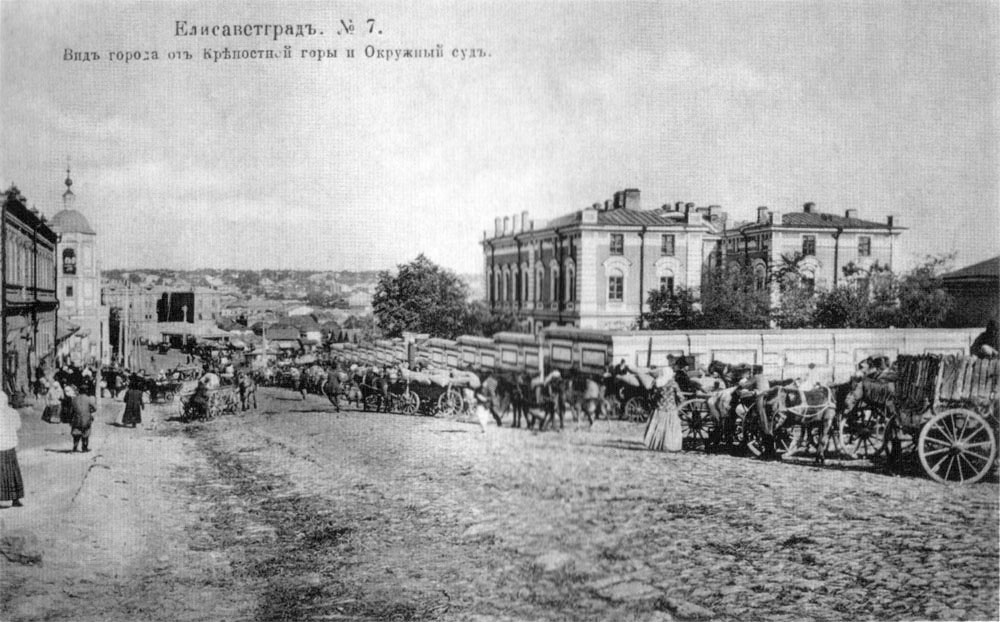
Stadtpanorama, 1910er Jahre
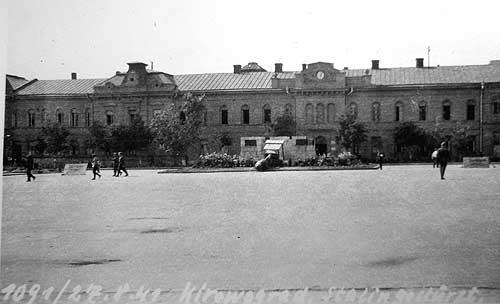
Stadtzentrum, 1941
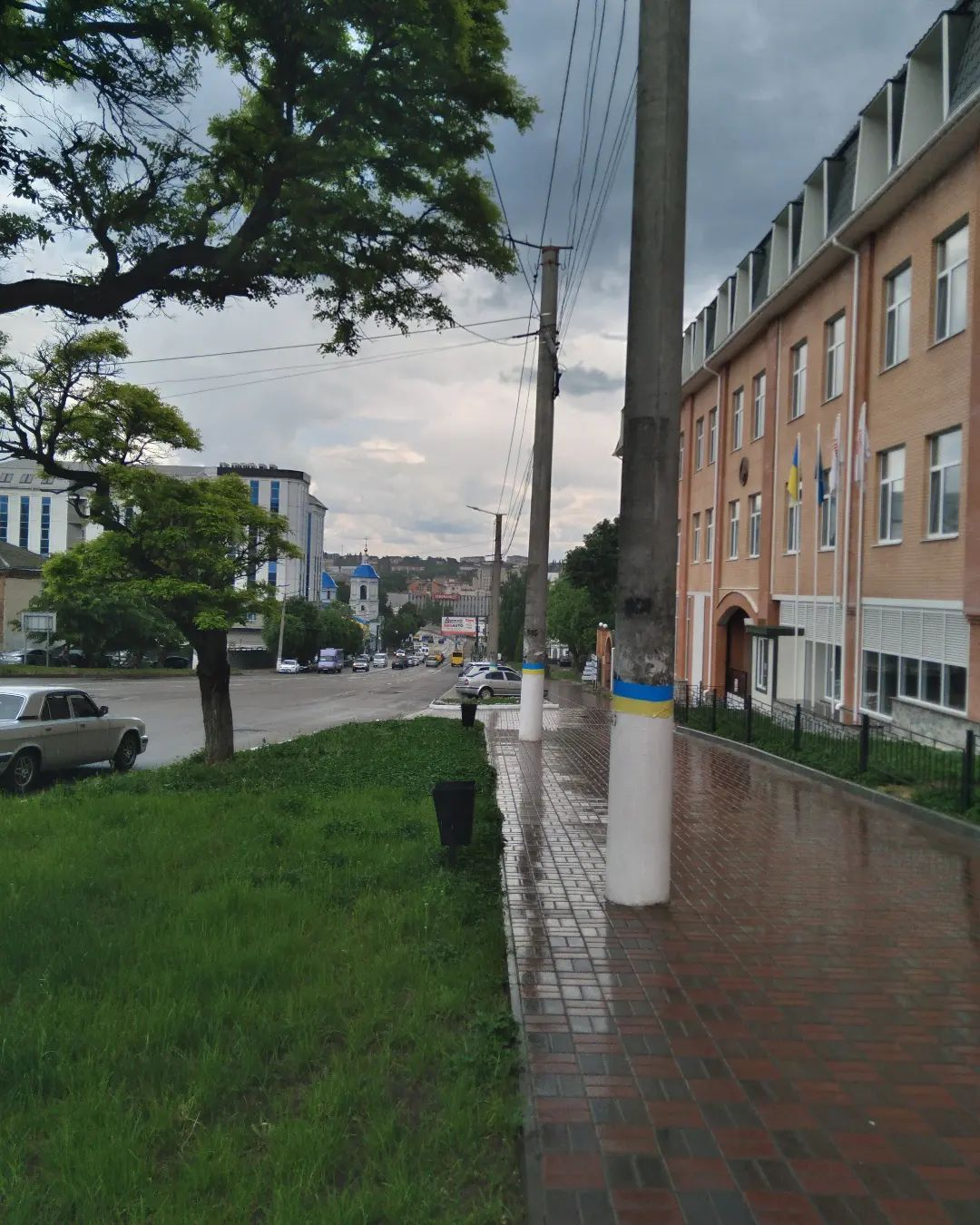
Stadtpanorama, 2023
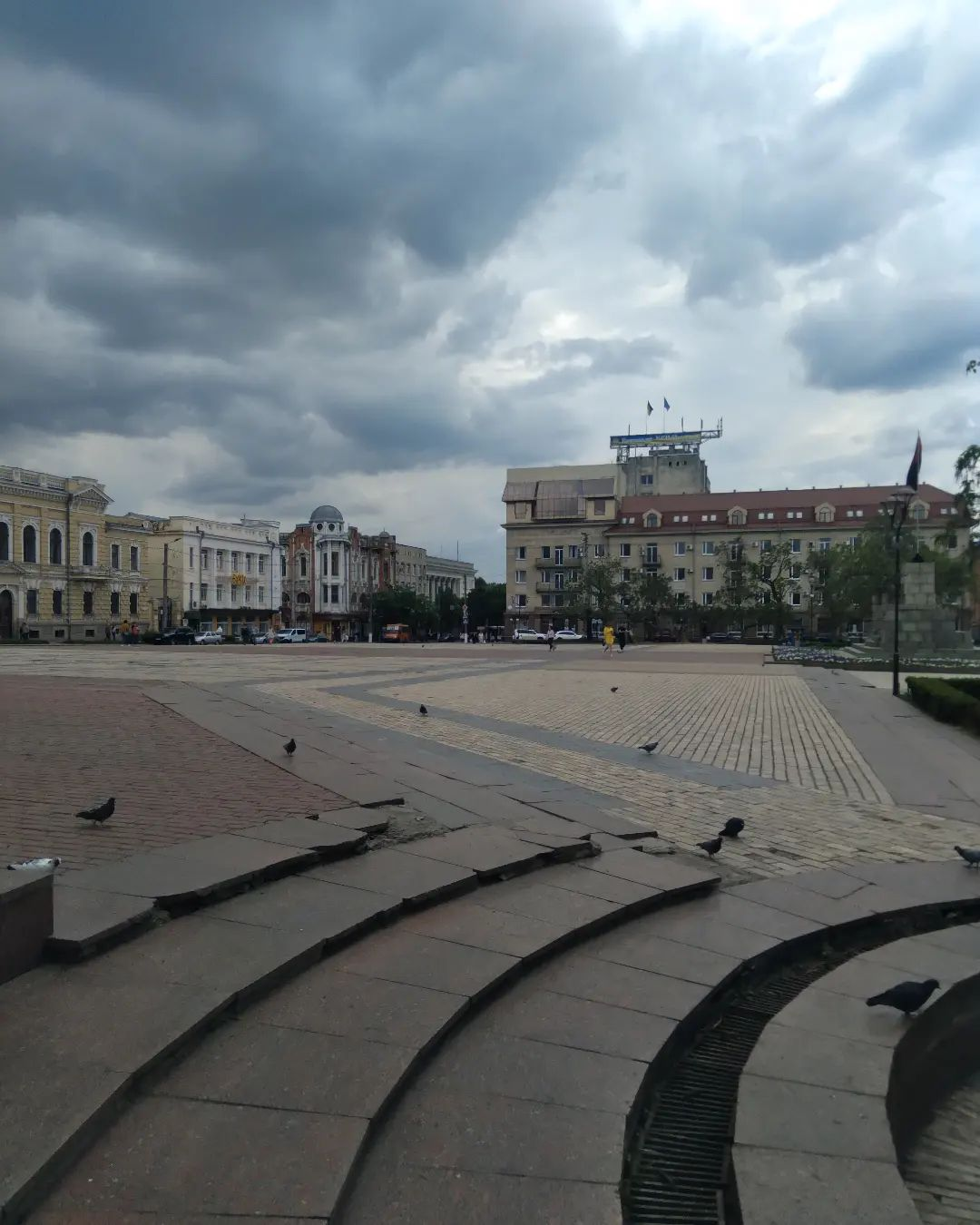
Hauptplatz, 2023
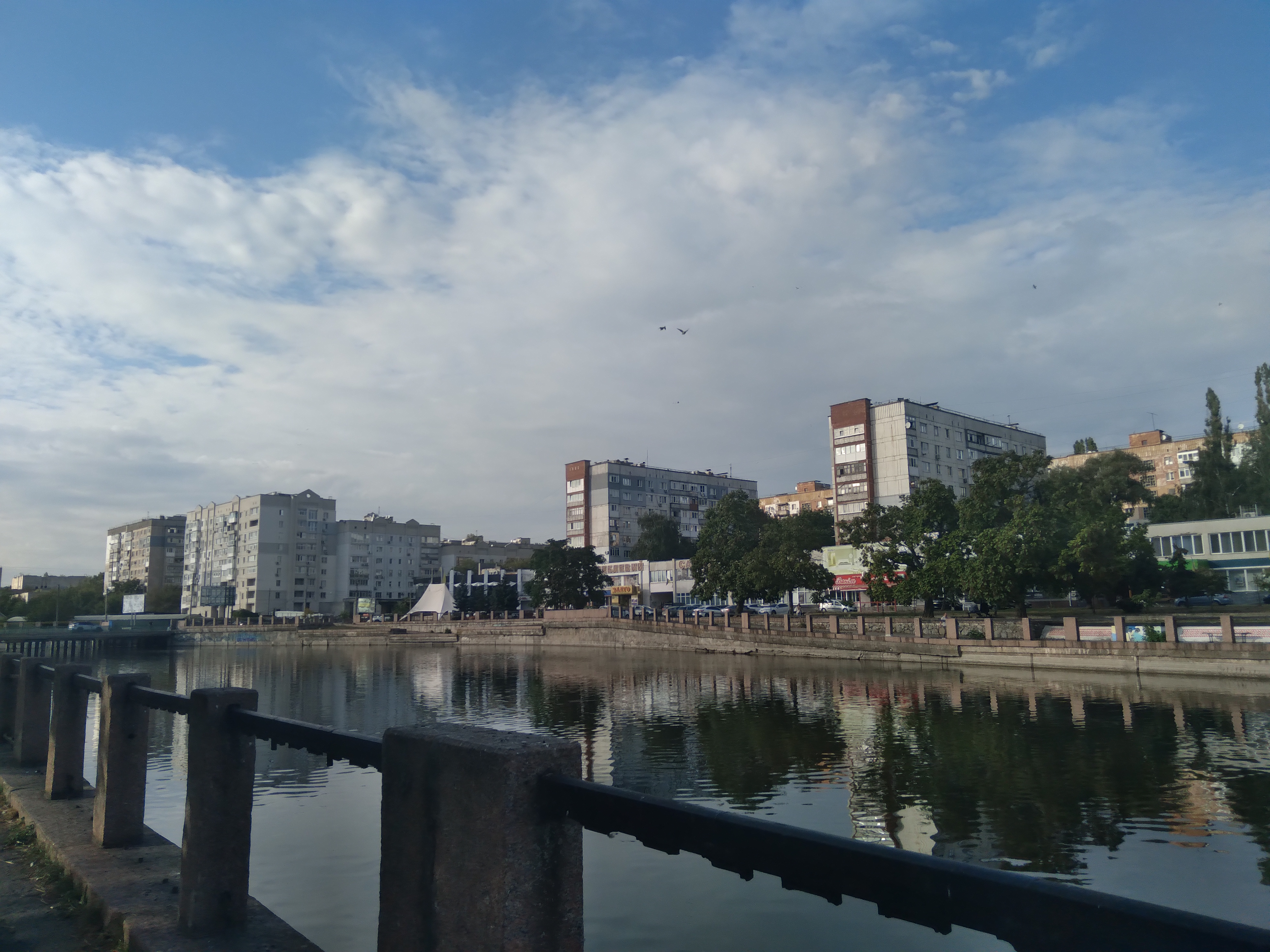
Uferstraße
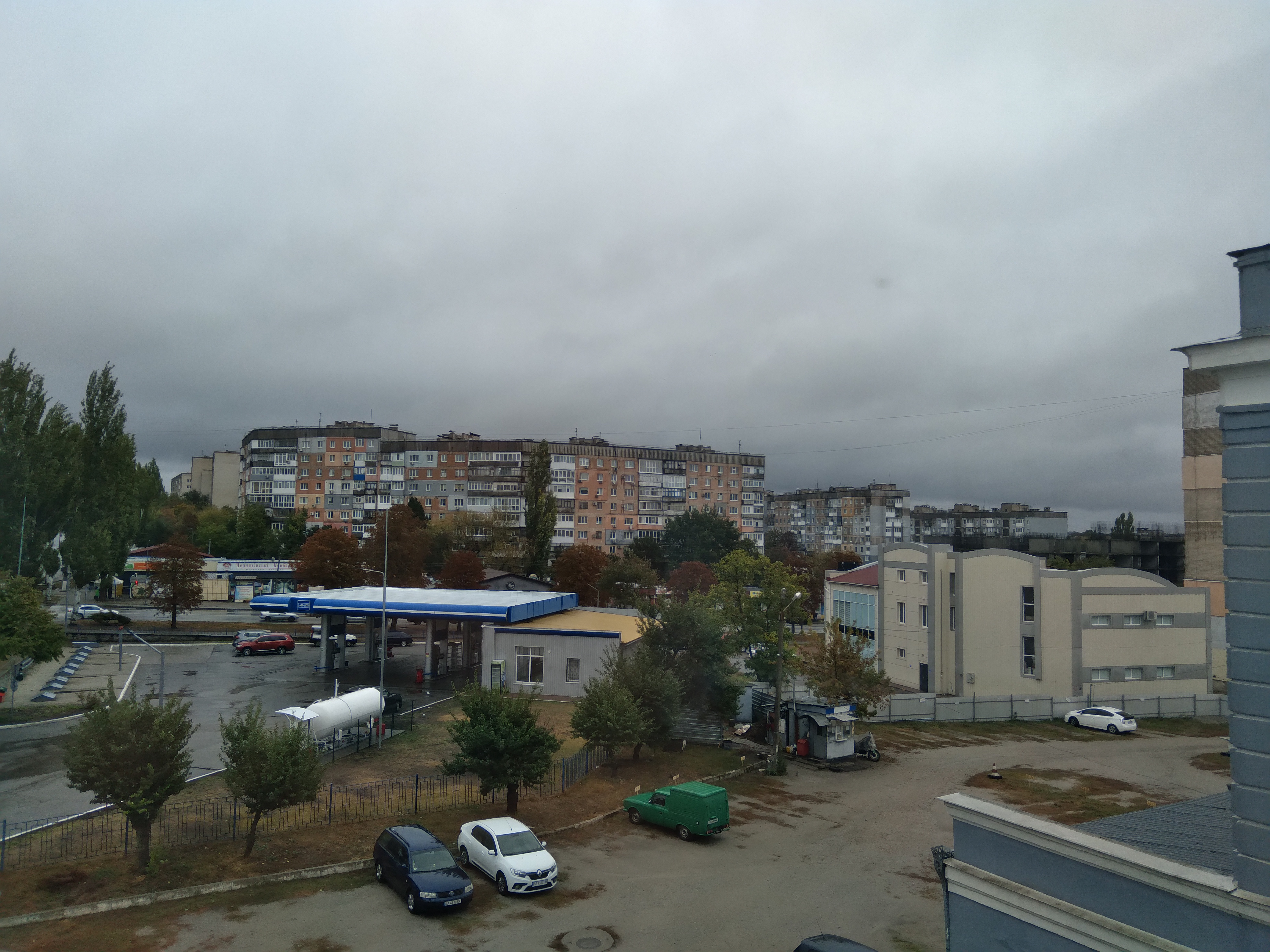
Wohnkomplex Poltawska-Straße
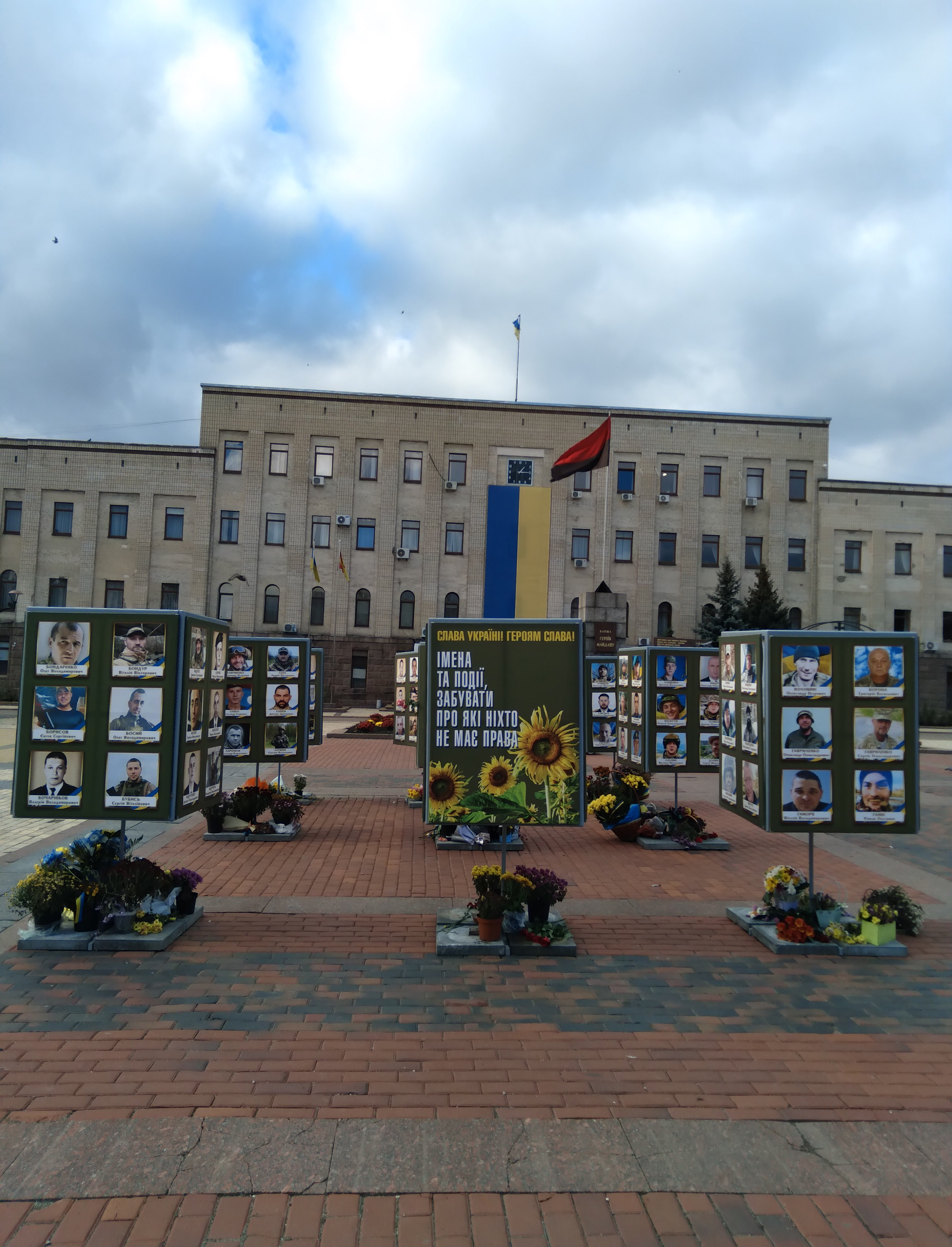
Regionale staatliche Verwaltung
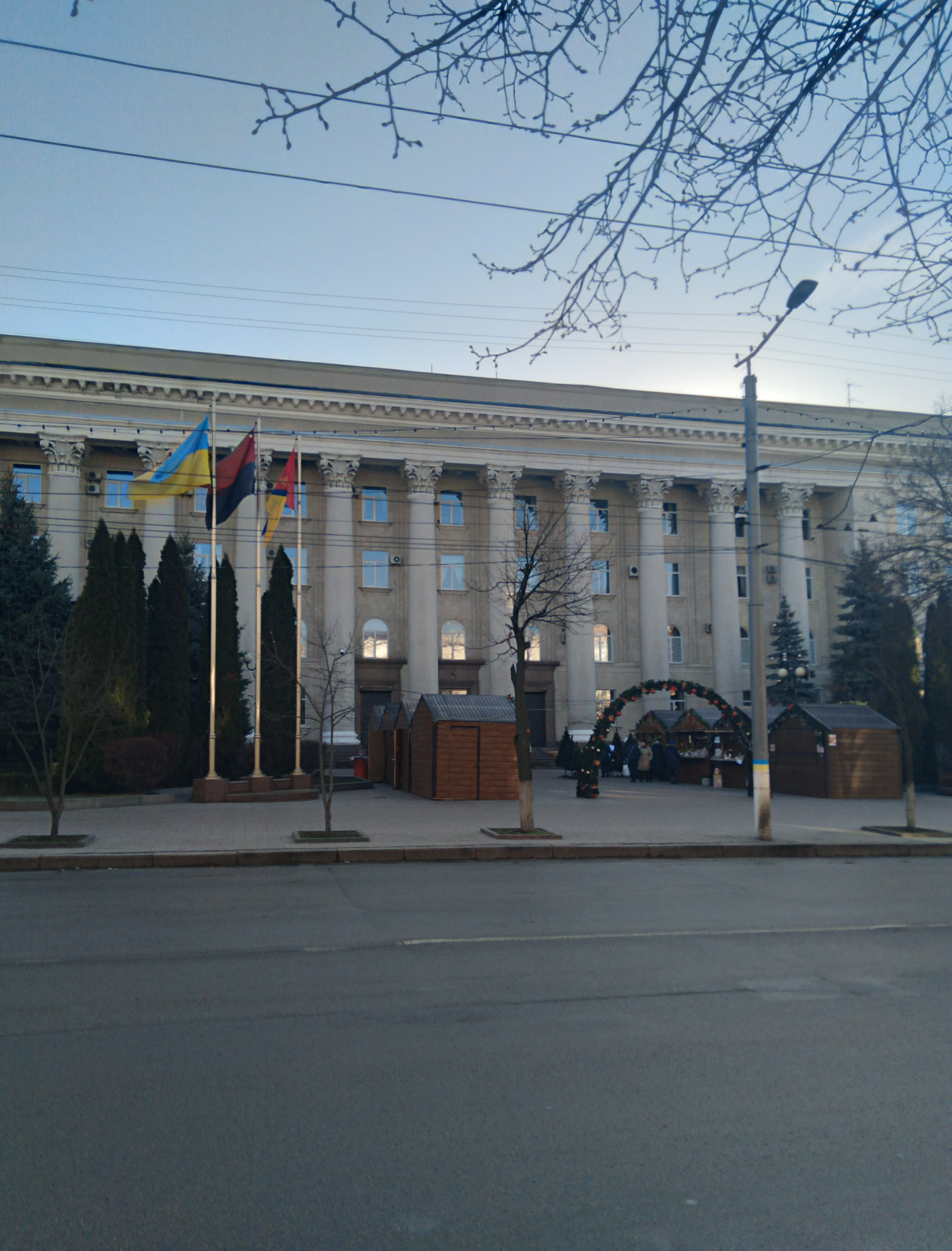
Stadtrat
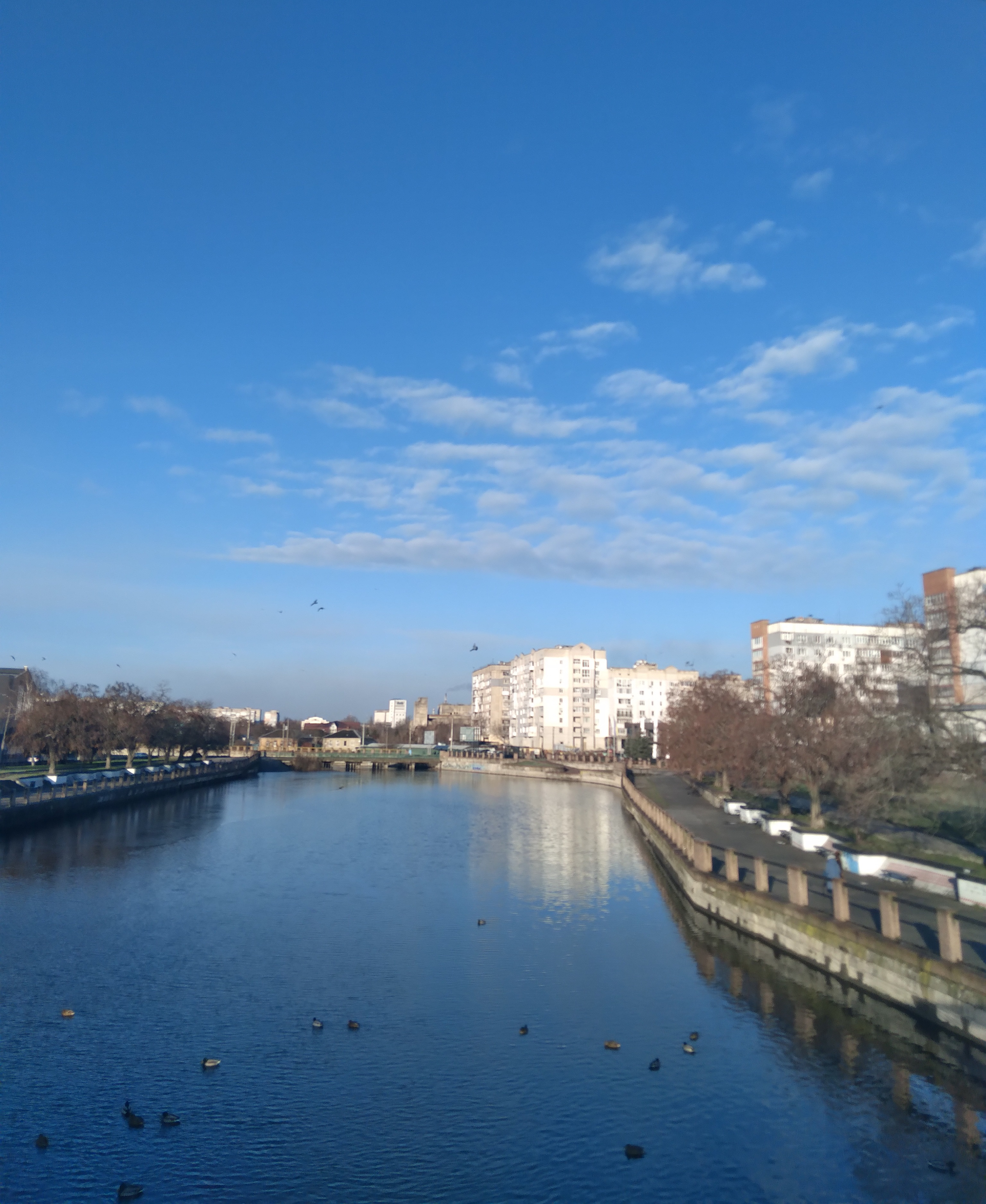
Der Inhul-Fluss im Zentrum der Stadt
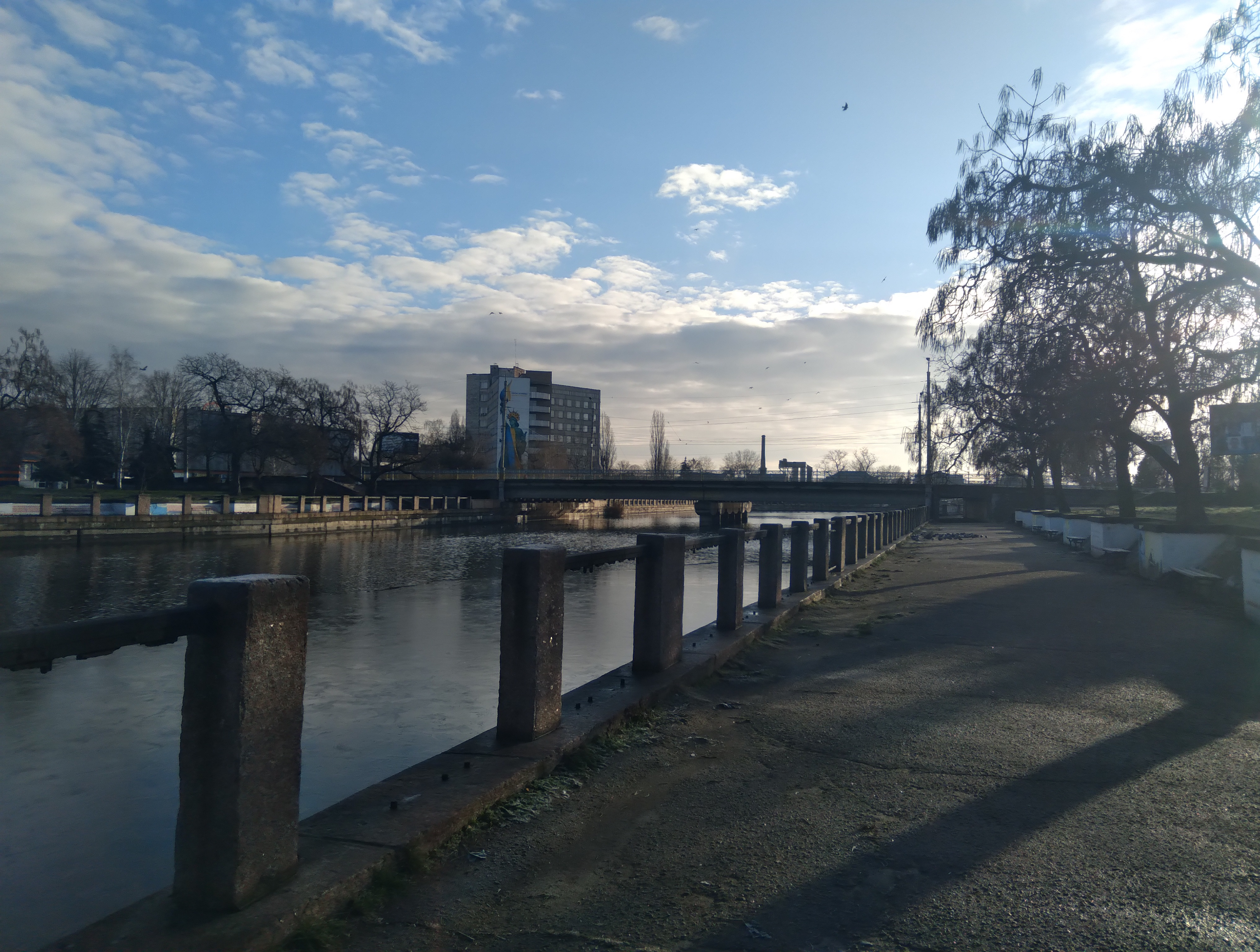
Straße entlang des Flusses Ingul

## Verkehr

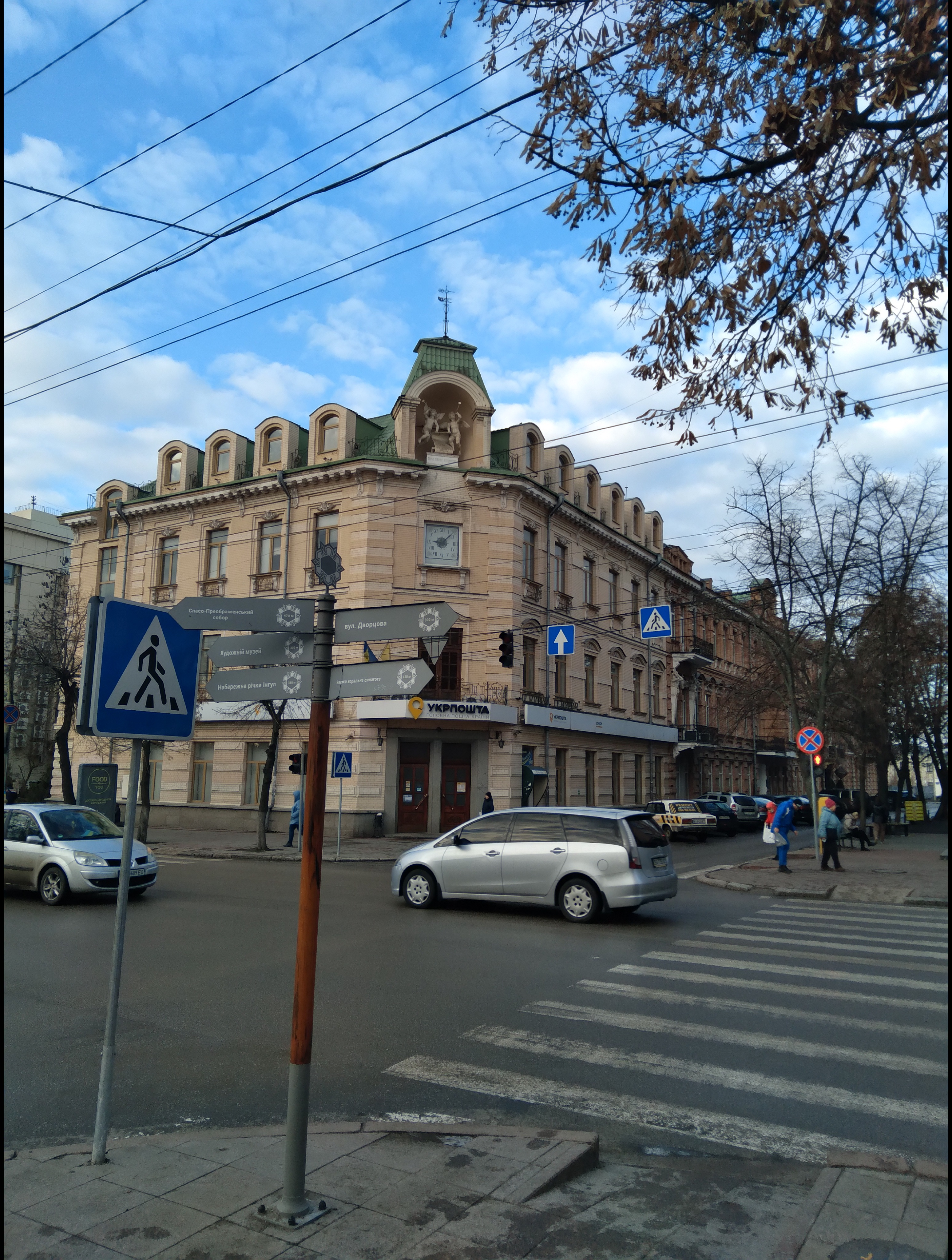
Hauptpostamt

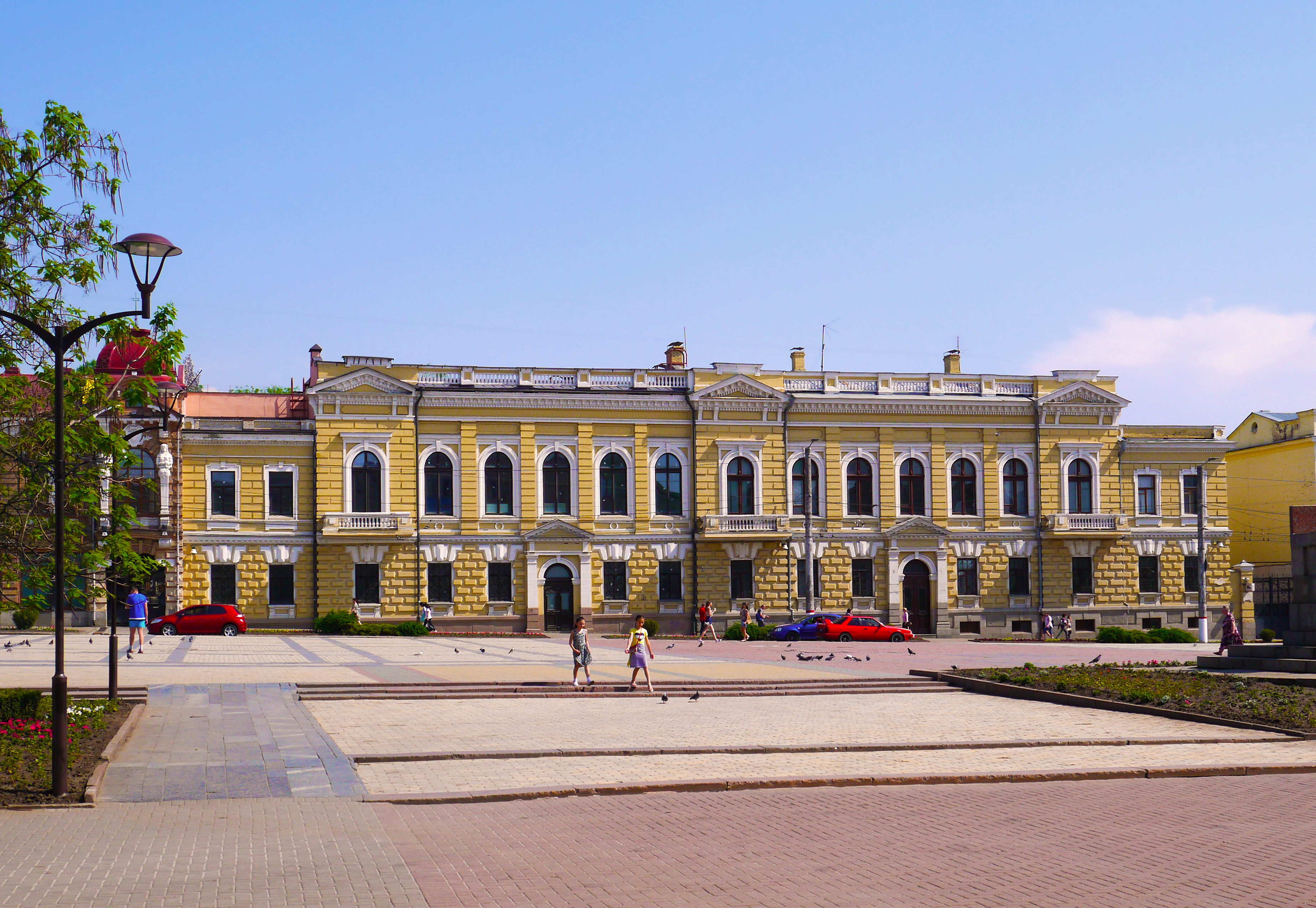
Das Zentrum von Kropywnyzkyj

In Kropywnyzkyj liegt die staatliche zivile Flugakademie der Ukraine, die Ausbildung der Piloten sowie anderer Crewmitglieder und des Bodenpersonals auf diversen Flugzeugtypen (An-2, An-12, An-24, An-26, An-32, L-410, Il-76, Jak-18, Jak-40) durchführt. Die Akademie beherbergt einen größeren nationalen Flughafen. Dieser ist allerdings seit Mitte der 1990er Jahre nicht mehr als Zivilflughafen in Betrieb. Eine Wiedereröffnung soll es geben. Derzeit (2010) dient das Flughafengebäude nur als Busbahnhof.
Die Stadt verfügt über einen Bahnhof mit regelmäßigem Zugverkehr (siehe Bahnstrecke Borschtschi–Charkiw) sowie über diverse Busbahnhöfe. Der innerstädtische Verkehr wird seit der Perestroika durch private sog. Marschrouten-Taxis durchgeführt. Diese fahren zwischen 7.00 Uhr und ca. 24.00 Uhr jeweils entlang einer bestimmten vorgegebenen Route durch die Stadt. Die Routen sind mit Nummern gekennzeichnet. Möchte man mitfahren, so wartet man am Straßenrand oder an einer Haltestelle und winkt dem Fahrer zu. Dieser hält dann an und öffnet die Tür. Die Mitfahrt kostete 2005 noch 0,80 Hrywnja, 2010 bereits 1,50 Hrywnja. Der Fahrpreis ist unabhängig davon, wie weit man fahren möchte. Eine Hrywnja entsprach am 1. April 2010 etwa 10,5 Eurocent. Möchte man aussteigen, so muss man das dem Fahrer ebenfalls mitteilen.

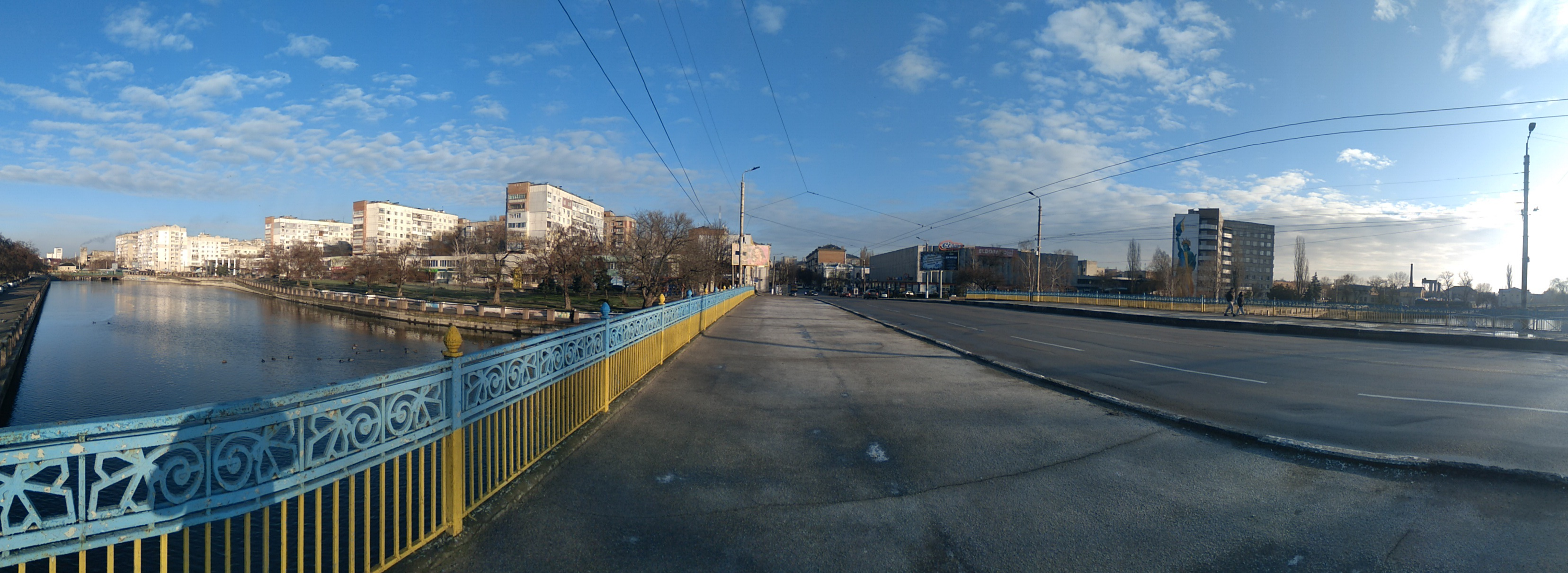
Brücke über den Ingul im Stadtzentrum, Dezember 2023 (Panorama)

Außerhalb dieser Fahrzeiten der öffentlichen Verkehrsmittel gibt es zahlreiche Taxis. Der durchschnittliche Fahrpreis lag im Jahr 2001 bei 8 Hrywnja, 2009 bei 20 Hrywnja.
Außerdem gibt es einige Buslinien und die sog. Trolleybusse, die mit einer elektrischen Oberleitung versorgt werden. Diese Trolleybusse wurden seit 2008 erneuert, so dass sie sich mittlerweile in einem akzeptablen Zustand befinden. Eine Fahrt kostet ca. 6 Hrywnja.
Für den Fernverkehr eignen sich hauptsächlich Busse, die zwischen den größeren Zentren des Landes regelmäßig verkehren. Auch die Bahn fährt, ist allerdings sehr langsam.
Die 1897 eröffnete Straßenbahn wurde 1941 im Zuge der Kampfhandlungen eingestellt und nach dem Krieg nicht wieder aufgebaut.

## Verwaltungsgliederung
Am 12. Juni 2020 wurde die Stadt zum Zentrum der neugegründeten Stadtgemeinde Kropywnyzkyj (Кропивницька міська громада/Kropywnyzka miska hromada). Zu dieser zählen die 2 Stadtrajone Rajon Fortezja und Rajon Podil sowie die Siedlung städtischen Typs Nowe, bis dahin bildete sie zusammen mit den 2 Stadtrajonen und der Siedlung städtischen Typs Nowe (dem Rajon Fortezja unterstellt) die gleichnamige Stadtratsgemeinde Kropywnyzkyj (Кропивницька міська рада/Kropywnyzka miska rada) unter Oblastverwaltung im Zentrum des ihn umgebenden Rajons Kropywnyzkyj.
Am 17. Juli 2020 kam es im Zuge einer großen Rajonsreform zum Anschluss des Rajonsgebietes an den Rajon Kropywnyzkyj.
Folgende Orte sind neben dem Hauptort Kropywnyzkyj Teil der Gemeinde:
| Name                     | Name       | Name           |
| ukrainisch transkribiert | ukrainisch | russisch       |
| ------------------------ | ---------- | -------------- |
| Nowe                     | Нове       | Новое (Nowoje) |

## Gastronomie
Im Stadtzentrum, aber auch außerhalb, gibt es viele Restaurants und Cafés. Es gibt auch Diskotheken, Clubs mit Livemusik und eine Bowlingbahn. Viel davon konzentriert sich in der Nähe der Universität. Auch gibt es inzwischen in der Peripherie von Kropywnyzkyj einige neuere Hotels und Motels.

## Bildung
Im Zentrum der Stadt liegt die Pädagogische Universität. Hier werden Fremdsprachen, Geschichte, Kunst, Musik, Sport, ukrainische und russische Sprache, Mathematik, Physik und Biologie gelehrt. Außerdem gibt es etwas außerhalb ein Kolleg für Statistik sowie diverse andere Bildungseinrichtungen, z. B. ein Musikkolleg und ein Agrartechnikum sowie ein Institut für Agrarmechanik.
Die Stadt beherbergt auch eine Zweigstelle der Universität „Ukraine“, Zentralukrainisches Institut für menschliche Entwicklung, wo sie Jura, Finanzen, Psychologie usw. unterrichten.

## Kultur

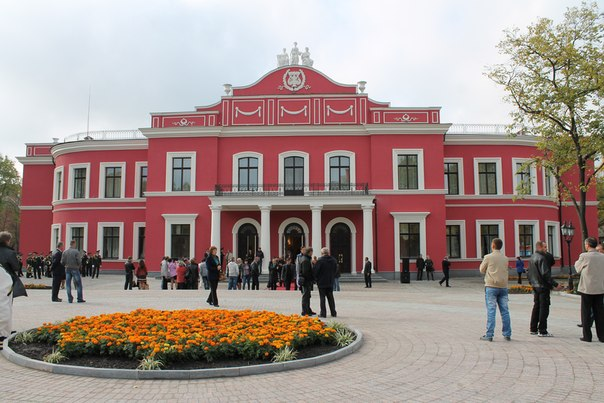
Theater

Es gibt eine Philharmonie im Kovalivs'kyipark sowie ein Puppentheater und das Akademische ukrainische Dramentheater M.L. Kropywnyzkyj.

## Sport

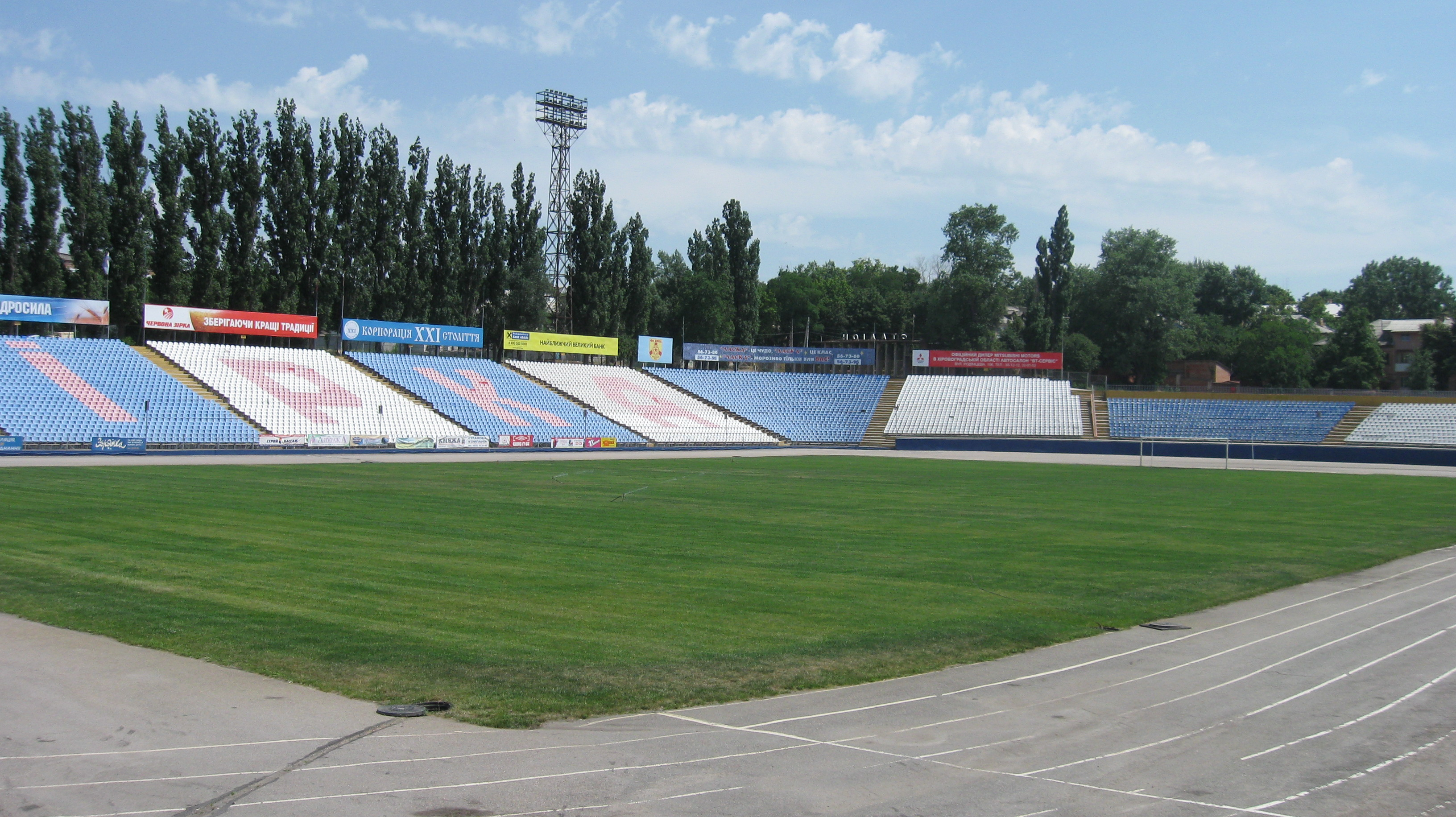
Zirka Stadion

Der erfolgreichste Fußballverein der Stadt ist der FK Sirka Kropywnyzkyj, der ab der Fußballsaison 2016/17 in der Premjer-Liha, der höchsten ukrainischen Spielklasse, spielt. Seine Heimspiele finden im über 14.000 Zuschauer fassenden Sirka-Stadion statt.

## Klima
Das Klima der Stadt ist gemäßigt kontinental mit im Allgemeinen milden Wintern und warmen (manchmal heißen) Sommern.
Die durchschnittliche Jahrestemperatur beträgt 8,0 °C. Die niedrigste ist im Januar (minus 5,7 °C), die höchsten Temperaturen sind im Juli (20,0 °C).
| Monat                          | Jan  | Feb  | Mar | Apr | Mai  | Jun  | Jul  | Aug  | Sep  | Okt | Nov | Dez  | Jahr |
| ------------------------------ | ---- | ---- | --- | --- | ---- | ---- | ---- | ---- | ---- | --- | --- | ---- | ---- |
| Ø – Temperatur in °C           | −5,7 | −4,3 | 0,5 | 8,9 | 15,3 | 18,6 | 20,0 | 19,4 | 14,7 | 8,1 | 2,3 | −2,3 | 8,0  |
| Ø – Höchsttemperatur in °C     | −2   | −1   | 3   | 13  | 20   | 23   | 25   | 24   | 19   | 12  | 5   | 0    | 11   |
| Ø – Tiefsttemperatur in °C     | −8   | −6   | −2  | 5   | 10   | 13   | 15   | 14   | 10   | 4   | 0   | −4   | 5    |
| Ø – Niederschlag in mm         | 32   | 31   | 27  | 36  | 45   | 66   | 72   | 48   | 38   | 27  | 35  | 42   | 499  |
| relative Luftfeuchtigkeit in % | 85   | 84   | 80  | 68  | 62   | 65   | 66   | 64   | 66   | 76  | 86  | 88   | 74   |
| Windgeschwindigkeit in m/s     | 4,5  | 4,8  | 4,6 | 4,4 | 3,9  | 3,5  | 3,4  | 3,5  | 3,6  | 3,8 | 4,2 | 4,4  | 4,1  |

## Bevölkerungsentwicklung
| Jahr | Einwohnerzahl |
| ---- | ------------- |
| 1897 | 061.488       |
| 1959 | 128.207       |
| 1970 | 188.795       |
| 1979 | 236.652       |
| 1989 | 269.803       |
| 2001 | 254.103       |
| 2005 | 248.367       |
| 2015 | 232.314       |
| 2018 | 228.630       |

Quellen: 1897
1959
1970
ab 1979